# Museum van het conservatorium San Pietro a Majella
Museum van het conservatorium San Pietro a Majella (Italiaans: Museo del conservatorio di San Pietro a Majella) is een museum in Napels. Bij het museum horen ook een archief en een bibliotheek.
Het museum en het conservatorium van Napels bevinden zich in de kloosters naast de kerk. Het huisvest een belangrijke collectie muziekinstrumenten, waarvan sommige het eigendom zijn geweest van beroemde componisten of operazangers.

## Het gebouw
In het monumentale paleis wordt de collectie vanaf het moment van binnenkomst getoond. Direct naast de ingang bevindt zich het grote klooster en in de tuin ervan staat een groot beeldhouwwerk van Francesco Jerace dat Ludwig van Beethoven voorstelt.
Vanuit de kloostertuin komt de bezoeker in enkele zalen terecht die versierd zijn met stucwerk en fresco's: de Sala Bellini, de Sala Martucci en de Sala Scarlatti. De Martucci-zaal is toegankelijk vanuit het kleine klooster. Hierin bevindt zich een plafondschildering van Giuseppe Aprea, dat een Allegorie van de Muziek voorstelt. Verder hangt er een reeks fotoportretten van belangrijke personen uit de muziek. De Scarlatti-zaal is gewijd aan vader en zoon Alessandro en Domenico Scarlatti. Deze voormalige kapittelzaal is de grootste zaal in het complex.
| Beeld van Ludwig van Beethoven, door Francesco Jerace |  | Toegang vanuit het kleine klooster |
| Beeld van Beethoven, door Francesco Jerace            |  | Vanuit het kleine klooster         |

## Het muziekinstrumentenmuseum en de schilderijenverzameling

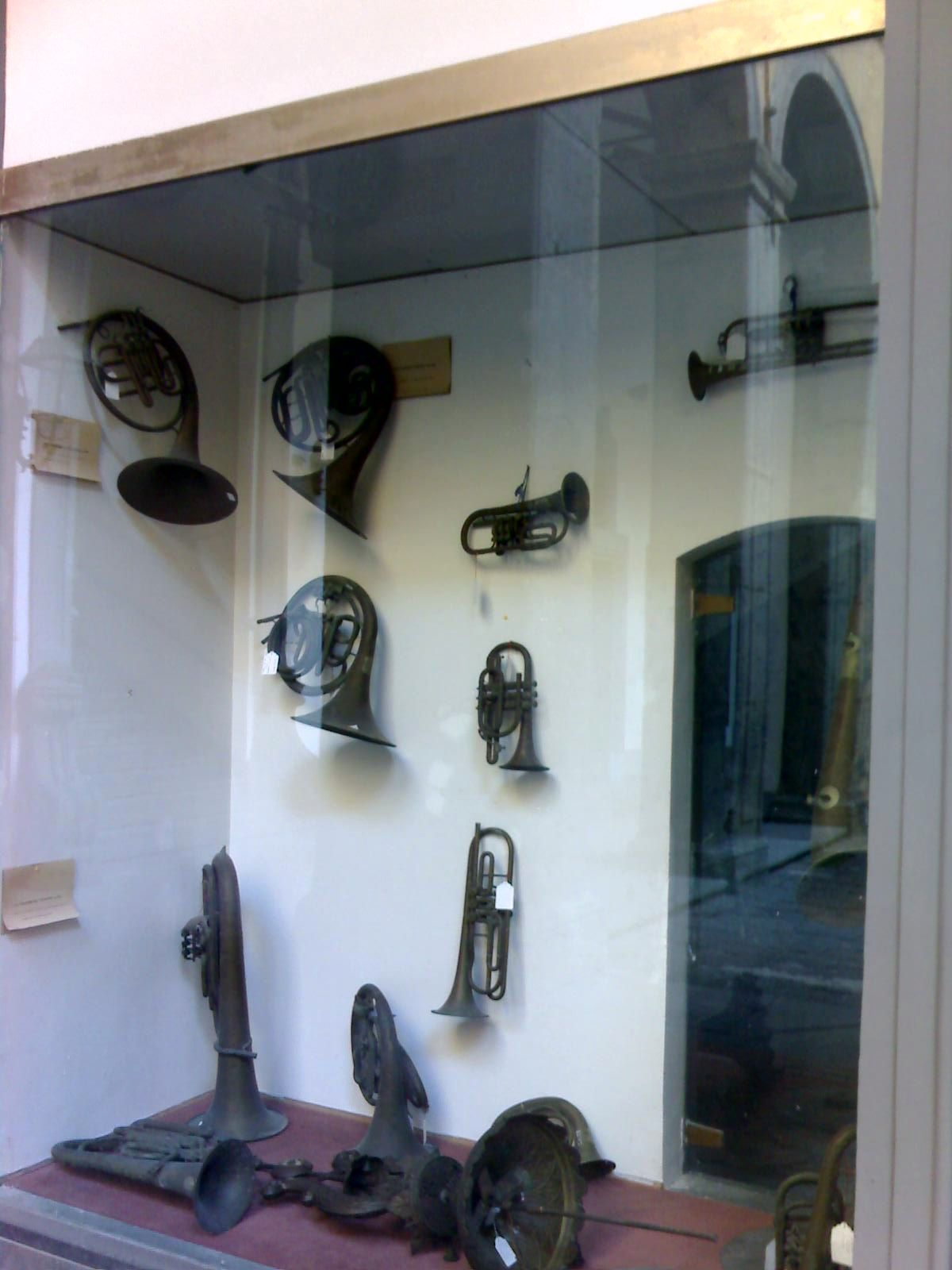
Deelcollectie koperblazers

Vanuit het kleine klooster wordt via een monumentale trap de bovenverdieping bereikt. Hier bevinden zich het archief, de bibliotheek en het museum van het conservatorium. Hier wordt een verzameling kostbare voorwerpen getoond die hebben toebehoord aan muzikanten en componisten, die hebben gestudeerd aan het conservatorium van Napels en zijn voorgangers. De collectie muziekinstrumenten wordt gerekend tot de grootste van Europa.
Er zijn onder meer de volgende oude muziekinstrumenten te zien:
- de piano's van Giovanni Paisiello en Domenico Cimarosa, een geschenk van Catharina de Grote van Rusland;
- de enig overgeblevene van de drie diatonische harpen die Stradivarius heeft gebouwd;
- piano's van Saverio Mercadante en van Sigismund Thalberg;
- harpen van Sébastien Erard;
- altviolen, cello's en violen van de Napolitaanse familie Gagliano;
- een klavecimbel uit 1636 van Andreas Ruckers;
- een kostbare collectie blaasinstrumenten uit de 18e eeuw.

Daarnaast zijn er portretten van beroemde musici, zoals van Gioachino Rossini van Domenico Morelli, Richard Wagner door Francesco Saverio Altamura, Saverio Mercadante door Filippo Palizzi en vele andere. In de gangen staan talrijke bustes van musici en componisten die gemaakt zijn door Francesco Jerace, Tommaso Solari en Tito Angelini. Ten slotte is er een gipsafdruk van de hand van Giuseppe Verdi, de versierde kamerdeur van Francesco Florino en Vincenzo Bellini en zelfs ook de bretels van Vincenzo Bellini.
| Gipsen buste van Richard Wagner |  | Monument voor Giuseppe Martucci |
| Buste van Richard Wagner        |  | Monument voor Giuseppe Martucci |

## De bibliotheek
Naast een groot aantal oude boeken bevat de bibliotheek een zeldzame collectie van duizenden met de hand geschreven muziekboeken uit de 16e eeuw. Ook is er een groot aantal operalibretto's. De bekendste schrijvers zijn: Alessandro en Domenico Scarlatti, Giovanni Battista Pergolesi, Giovanni Paisiello, Domenico Cimarosa, Gioachino Rossini, Vincenzo Bellini, Gaetano Donizetti en Giuseppe Verdi.
De teksten in de bibliotheek zijn in hoofdzaak afkomstig uit de vier vroegere conservatoria van de stad Napels. Dankzij koning Ferdinand IV van Napels kreeg de bibliotheek vele boeken erbij. Hij gaf ook het bevel dat alle theaterimpresario's in Napels een kopie van iedere opera- of komedietekst, die opgevoerd zou worden, aan het instituut van San Pietro a Majella moesten geven. Deze regel gold ook voor alle opera's die werden opgevoerd in het San Carlotheater.
De bibliotheek omvatte twee verdiepingen en bestond uit naast elkaar gelegen vertrekken die in elkaar overlopen. Deze hebben namen gekregen van beroemde alumni van het conservatorium: sala Piccinni, sala Jommelli, sala Pergolesi, sala Paisiello, enz.

## Het archief
In het archief is alle documentatie over de geschiedenis van het conservatorium te vinden en tevens alles wat te maken heeft met de fusie van de vier voorgaande muziekscholen.